# 後漢

後漢
漢

後漢の領域。

後漢（ごかん、中国語: 後漢、拼音: Hòuhàn、25年 - 220年）は、中国の古代王朝。漢王朝の皇族劉秀（光武帝）が、王莽に滅ぼされた漢を再興して立てた。都は洛陽（当時は雒陽と称した。ただし後漢最末期には長安・許へと遷都）。五代の後漢（こうかん）と区別するため、中国では東漢（中国語: 東漢、拼音: Dōnghàn）と言う（この場合、長安に都した前漢を西漢という）。

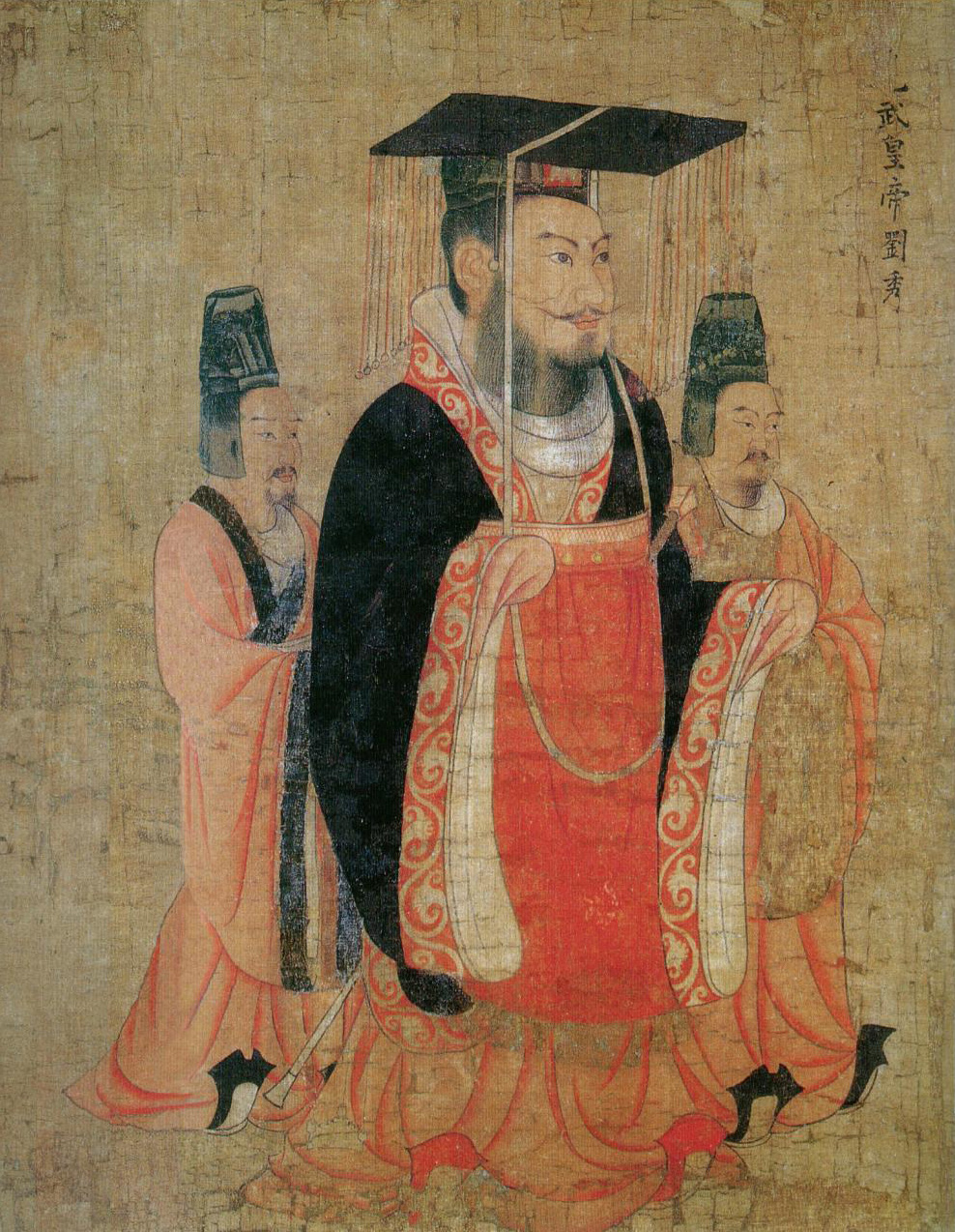
光武帝劉秀

## 歴史
前漢は王莽により簒奪されたが、呂母の乱が勃発したのを皮切りに全国で反乱が起こり、最終的に南陽（現在の河南省南陽市）の皇族傍系の地方豪族である光武帝により平定された。
銅馬や赤眉など多くの民衆叛乱を吸収して自らの勢力とした光武帝は、民衆は疲弊し、それが兵糧を給じる軍兵は相対的に多いため、材官、騎士、都尉などの地方の駐在軍を廃止し、徴兵制から少数の傭兵制へと切り換えた。また本来は中継ぎが役目である尚書を使い、三公ら大臣の権力を奪い皇帝へと集中させた。しかし後に皇帝が若くして亡くなると権力は真空となり、皇帝の権力を利用できる宦官と外戚による権力争い、それに儒教の振興による地方豪族出身の知識人官僚の反抗が展開された。政局の混乱に耐えかねて民衆叛乱が頻発するようになっても、地方軍備の欠如が裏目に出て為すすべがなかった。
光武帝と第2代明帝を除いた全ての皇帝が20歳未満で即位しており、中には生後100日で即位した皇帝もいた。このような若い皇帝に代わって政治を取っていたのは豪族、特に外戚であった。第4代和帝以降から、外戚は権勢を振るうことになった。宦官の協力を得た第11代桓帝が梁冀を誅殺してからは、今度は宦官が権力を握るようになった。宦官に対抗した清流派士大夫もいたが、逆に党錮の禁に遭った。

外戚、宦官を問わずにこの時期の政治は極端な賄賂政治であり、官僚が出世するには上に賄賂を贈ることが一番の早道だった。その賄賂の出所は民衆からの搾取であり、当然の結果として反乱が続発した。その中でも最たる物が184年の張角を首領とした黄巾の乱であり、全国に反乱は飛び火し、実質的支配者であった10人の大宦官（十常侍）はその多くが殺され、混乱に乗じて董卓が首都洛陽を支配し少帝弁を廃位して殺害、この時点で後漢は事実上、統治機能を喪失した。

その後は、曹操や劉備らが争う動乱の時代に入る。後漢はまだ存続していたが、最後の皇帝献帝は曹操の傀儡であった。220年、曹操の子曹丕に献帝は禅譲して後漢は滅びた。献帝が殺害されたと誤った伝聞を受けて劉備は皇帝に即位し、「漢」の正統な後継者を称した（蜀漢）。222年には孫権が魏から独立して呉を建国し、以降三国時代に入る。
献帝（劉協）は魏によって山陽公に封じられ、その死後は孫の劉康が跡を継いだ。魏に取って代わった西晋でもこの待遇は引き継がれたが、劉康の孫である劉秋の代に、永嘉の乱で漢（匈奴）により殺害された。
魏では後漢の諸侯王は一律に崇徳侯に降封された。漢王朝の宗室は禁錮（公職追放）の扱いを受けていたが、西晋成立後の266年に解除された。

## 特徴
幼帝を仰ぐことによって皇太后が力を持ち、外戚も盛んになり外戚による専断が幾度も見られた。また末期には、外戚を廃することに成功した宦官がやはり幼帝を傀儡に仕立て上げ政治を壟断した。宦官が増えたのは、皇后府が力を持ったのが原因である。
この王朝の皇帝は極めて短命である。幾人も30代で崩御しており、若くして崩御することから後嗣（跡継ぎ）を残さずに亡くなる皇帝も少なくなかった。このため幼少の皇帝が続出し、即位時に20歳を越えていた皇帝は初代光武帝と第2代明帝の2人だけであり、15歳を越えていた者も章帝（19歳で即位）と少帝弁（17歳で即位）の2人だけであった。ちなみに、最も長寿だったのは初代光武帝（63歳）である。

## 政治
後漢の政治体制は基本的に前漢から引き継いでいるので前漢の項も参照すること。
前漢から後漢に推移する時の騒乱により人口は、前漢末期の2年の5,767万から後漢初めの57年は2,100万へ減少した。その後は徐々に回復し、157年に5,648万に回復している。しかし、黄巾の乱から大動乱が勃発したことと天災の頻発により、再び激減して西晋が統一した280年には1,616万と言う数字になっている。動乱の途中ではこれより少なかった。
この数字は単純に人口が減ったのではなく、国家の統制力の衰えから戸籍を把握しきれなかったことや、亡命（戸籍から逃げること＝逃散）がかなりあると考えられる（歴代王朝の全盛期においても税金逃れを目的とした戸籍の改竄は後を絶たなかったとされており、ましてや中央の統制が失われた混乱期には人口把握は更に困難であったと言われている）。なお、中国の人口が6000万近くの水準に戻るのは隋代であった。

### 官制
後漢の三公は太尉・司徒・司空（初期は大司馬・大司徒・大司空）であり、それぞれ前漢の太尉・丞相・御史大夫に相当する。しかし後漢の政治特徴として宦官の重用による側近政治が強くなったことがあり、皇帝の秘書役であった尚書が実質的に政治を動かすようになり、三公は実行機関に過ぎなくなっていた。
地方制度の主な変更は前漢武帝期に創設された郡の長官である太守を監察する役職である刺史である。刺史は600石の秩禄であり、2,000石の秩禄である太守に及ばない。これは不都合であるため、元帝の頃に2,000石の州牧と替った。何度か刺史と州牧の制度が入れ替わり、時には刺史と州牧は並立していた。しかし、州が地方行政の最高単位となり、刺史には軍権が無いため、後漢も末期になって地方反乱が続出するようになると、軍権を併せ持つ州牧が地方行政の最高役となった。
牧の民政と軍権を併せ持つ権限は強大な物であり、州牧は後には地方の自立勢力となる。黄巾の乱以降の群雄達はほとんどが牧を経験している。

### 外戚と宦官
後漢は建国以来豪族の寄せ集め国家であり、豪族は皇帝と婚姻関係を結び、外戚として大きな政治的・軍事的権力を持った。それでも章帝のときまでは皇帝が権力を持っていたが、88年に第4代和帝が数え年10歳で即位すると、皇太后竇氏が垂簾政治を行い、その兄の竇憲が大将軍として専権を奮った。これが後漢の外戚の台頭のはじめである。
その後、92年に和帝は宦官の鄭衆の力を借りて竇憲らを誅殺する。以降、後漢末まで外戚と宦官の争いが続いた。鄭衆以来、宦官は強大な権力を持ち、侯に封ぜられ、没後は養子によって封地を継ぐようになった。
第6代安帝の代にも宦官の江京・李閏らの誣告によって鄧氏一族が粛清され（121年）、第8代順帝の治世が開始するにあたっては閻氏一族が孫程らの宦官（みな侯に封ぜられたので十九侯と呼ばれる）によって粛清される（125年）など、外戚と宦官との間で皇帝の擁立合戦が続く。沖帝・質帝・桓帝の3人の幼帝を次々に擁立して猛威をふるった外戚の梁冀が宦官の単超ら（五侯）に滅ぼされて以後は宦官が優勢となり（159年）、外戚勢力は一歩後退する。
宦官が権力を私物化すると、それを批判し抵抗する知識人たちの世論が高まった。これを清議と呼ぶ。彼らは自らを清流・宦官のことを濁流と呼んで非難し、宦官側は清流派を党人と呼んで弾圧した。豪族の中にも清流派と共同するものが現れた。
166年に司隷校尉の李膺が宦官の犯罪を摘発したことをきっかけとして第一次の党錮の禁（とうこのきん）が起きる。李膺を初めとした200余人が逮捕されたが、豪族勢力の働きかけにより釈放されて禁錮（禁錮刑のことではなく、官職追放されて以後仕官が出来ないということ）となった。しかし李膺たちは義士として称えられることになり、三君・八俊と言った人物の格付けを行った。
その後、霊帝を擁立した外戚の竇武（竇憲のいとこの子）が168年に清流派の陳蕃らとともに宦官を誅殺しようとする事件が起きたため、宦官勢力は169年に第二次の党錮の禁を起こす。今度は官職追放では留まらず、李膺は逮捕後に獄中で殺され、死者は百人を超えた。更に党人の親族縁者も禁錮とされ、太学の学生たちも逮捕された。
黄巾の乱が勃発すると、黄巾と戦うために再び外戚が力を伸ばし、また知識人が黄巾と共同するのを防ぐために禁錮を解いた。その後も外戚と宦官の対立は続き、189年に外戚の何進が十常侍に殺害されるが、同年、袁紹に十常侍たちが皆殺しにされたことで外戚・宦官の勢力はともに消滅した。その結果皇帝を守る藩屏と呼べるものが無くなり、以降の後漢の皇帝は名ばかりの存在となっていった。

### 行政区分
- 司隷
- 幽州
- 冀州
- 并州
- 青州
- 兗州
- 徐州
- 豫州
- 揚州
- 荊州
- 益州
- 涼州
- 交州
- 雍州…194年～213年まで設置

## 文化

### 思想
前漢中期から儒教の勢力が強くなり、国教の地位を確保していたが、光武帝は王莽のような簒奪者を再び出さないために更に儒教の力を強めようとした。郷挙里選の科目の中でも孝廉（こうれん、親孝行で廉直な人物のこと）を特に重視した。また前漢に倣って洛陽に太学（現在で言えば大学）を設立し、五経博士を置いて学生達に儒教を教授させた。孔子の故郷である曲阜で孔子を盛大に祀って、孔子の祭祀は国家事業とした。
また民間にも儒教を浸透させるために親孝行を為した民衆を称揚したりした。また法制上でも子が親を告発した場合は告発は受け入れられなかったり、親を殺された場合は敵討ちで相手を殺しても無罪になったりしていた。これらの政策の結果、官僚・民間ほぼ全てにわたって儒教の優位性が確立されることになる。
その一方で後漢の人々は迷信に対する傾倒も強く、預言書が皇帝・官僚らにも大真面目に取り扱われたり、各地に現われた怪現象・怪人物が大きな話題となり、『後漢書』の中でもそれら当時の仙人たちを取り上げている。天災が天の意思の現れだと言う思想もこの時期に形成されたようである。
中国への仏教伝来は一番早い説が紀元前2年であり、最も遅い説が67年である。この時期には浮屠（ふと）と呼ばれていた。ブッダの音訳である。当初はあくまで上流階級の者による異国趣味の物に過ぎなかったようだ。しかし社会不安が醸成してくるにつれて、民衆の中にも信者が増えて教団が作られるまでに至ったらしい。
仏教の無の概念を理解するに当たり、中国人の窓口となったのが老荘思想の無為である。その結果として仏教は老荘の影響を受けて変質したようであり、また老荘の方も仏教に刺激を受けて道教教団の成立が行われることになる。
第11代桓帝は道教に傾倒したことで有名であり、老子の祭祀を何度も行っている。仏教と同じく社会不安と共に信者が増えていき、太平道と五斗米道の2つの教団が作られた。これらの教団は民間の病気治療などを行うことで信者を集め、五斗米道は義舎と呼ばれる建物を建てて中には食料が置かれており、宿泊を無料で行うことが出来たという。
黄巾の乱により太平道の組織は瓦解するが、しかし信者が消滅したわけではなく例えば曹操の青州軍など各地の群雄の中に吸収されていった。五斗米道は後漢が滅びた後も長く続き、後の正一教となる。

### 科学技術
後漢は科学技術の進歩が著しい時代であった。
蔡倫による製紙技術の改良は後漢代のみならず全ての時代、全ての地域に多大な影響を与えた。それまでの竹簡（竹を一定の大きさに切って束ねた物）とは比べ物にならないほどに小さくて済む紙は文化の伝達速度を格段に上げ、優れた文学・書物が地方に伝播するのに大きく貢献した。
安帝から順帝の時の太史令の張衡は天文を研究して、渾天儀・地動儀を発明した。渾天儀は現代で言う天球儀のことで、水力により地球の公転に併せて回転して星座を正確に表示したと言う。地動儀は地震計のような物で壷に周囲に球を咥えた龍が作られており、遠くで地震があるとそれを感知して球が落ち、それによりどの方角で地震が起きたかが分かった。また張衡は月食の原因を初めて解き明かし、円周率を計算して3.162と言う近似値を得ている。
南陽の人である張仲景は後世に医聖と称えられる人物である。彼は一族を傷寒により失い、これに憤慨して『傷寒卒病論』を著した。この書にはそれまでの研究を元に張仲景の研究の成果が載せられており、後世の医学のバイブルとされた。特に日本では非常に重視されている。
また沛の人である華佗は麻沸散と言う薬を使って史上初の全身麻酔を行い、腹部を切開する大手術を行ったとされる。他にも健康法として体操を発明したと言われる。
この時代に成立したと見られる著者不明の『九章算術』と言う算術書には様々な数学の問題が載っており、後には数学教育のテキストに採用されている。

### 文学
前述したように蔡倫の製紙法改良により、文章の伝達速度が上がったことは文学の世界にも大きな影響を及ぼし、ある所で発表された作品が地方に伝播することで流行が形作られることになる。
歴史の分野ではまず班固の『漢書』である。『史記』の紀伝体の形式を受け継ぎつつ、初めての断代史としての正史であるこの書は『史記』と並んで正史の中の双璧として高い評価を受けている。
他には班固の父の班彪が『史記』の武帝以後の部分を埋めた『後伝』、後漢王朝についてを同時代人が書いた文章をまとめた『東観漢記』などが挙がる。
漢詩の分野では班固『両都賦』・張衡『二京賦』などがあり、この時代に五言詩が成熟し、末期の蔡邕になって完成したと言われる。
その流れが建安年間（196年 - 220年）になって三曹（曹操・曹丕・曹植の親子）や建安七子へと受け継がれ、建安文学が形作られた。

### 彫刻
甘粛省武威市より出土した銅奔馬は、従来の東洋芸術一般の特徴であった静的イメージを一新する躍動的な青銅彫刻である。

## 経済
税制については前漢の項を参照。ただし税を納めるに当たり、それまでの銭納から絹納が多くなったことは特筆される。
ただし、労役については銭納による代替や雇用労働の広がりと共に民間にも銭が広まり、『後漢書』には役人もほとんど訪れない山の民ですら銭を持っているとする記述がある（劉寵伝より）。
柿沼陽平は後漢の貨幣経済の特徴として、以下の点を指摘している。
1. 対外的には黄金や布帛の授受が行われていた（これは前漢時代と同じであり、また前漢以来銭の国外への流出は禁止されていたとみられている）。
2. 国からの賜与場合には帛（絹織物）が布（麻織物）よりも多かった。また、布を賜与は葬儀関係が多かった。なお、葬儀の場合には布と共に銭が賜与されていた。
3. 贖罪関係の支払いには縑（ふたごぎぬ、硬織の絹織物）が用いられ、軍事物資に転用されていた。
4. 後漢の官僚の致仕時には銭（一部帛）が支給された。前漢では黄金を支給する慣例であったが、民間では銭が多く用いられたことに配慮したとみられている。
5. 徙民・謫戌の対象者には銭を、購賞は黄金、軍功褒賞には銭もしくは黄金を用いた。軍事的な支出に銭・黄金を用いたのは前漢以来の例であったが、移動に関わる徙民・謫戌には途中で使う機会のある銭が選ばれた。
6. 病気の官吏の見舞いには前漢以来帛を用いて病人を労わることになっていたが、後漢には銭も用いられた。
7. 三老・孝悌・力田・貞婦といった民への表彰には主に帛、鰥・寡・孤・独など困窮者への支給には帛もしくは布が賜与された。
8. 有為な人材を招聘する場合には束帛が用いられた。
9. 婚礼の場では束帛が用いられ、黄金や銭が用いられる場合でも必ず帛と組み合わされて用いられた。
10. 皇后や皇太子が立てられた時など、国家的な慶事があった場合には帛と黄金の全国的賜与が行われた。

明帝から霊帝の時代にかけて、自然災害や西羌や匈奴との戦いが立て続けに発生し、安帝以降には増税だけではなく売官・売爵がたびたび行われた（一方、前漢に行われた塩鉄の専売制復活も検討されたが儒学者の反対や地方豪族による密造・密売が危惧される中で実現しなかった）。売爵も売官も将来的な財政悪化の一因になる（前者は慶事などにおける賜与の基準であるため将来的な賜与額の増大に、後者は翌年以降の俸禄の増加につながる）にもかかわらず、財政危機の中でこれを抑えることが出来ず、更には人々に金銭至上主義を植え付けて規範の低下や賄賂・請託の横行などを招いた。そして、霊帝の時代には自身の贅沢に加えて軍事力強化や帝室財政の強化による皇帝権威の確立を目指したことで、増税や売爵・売官が一層強化されて政治腐敗も深刻化することになり、ついに黄巾の乱以降の大混乱を招くことになった。
後漢代は地方の時代とされる。豪族が各地に勢力を張ったことによる開発効果は高い物があった。また末期の動乱時期にはそれまで田舎とされていた江南や四川の開発を進め、後の呉・蜀漢が割拠する基盤となった。

### 荘園
中央では宦官の勢力が強かったが、地方では圧倒的に豪族が強く、豪族による土地の兼併化は進み、地方経済は豪族の支配する所となっていた。豪族は窮迫した農民を囲い込んで荘園経営を始め、中央政府は直接関与しないようになっていた。
しかしこのことは荘園内部の治水などを中央政府が行わなくなったということでもあり、後漢に災害が多かったことの一端は適切な対応策を打たなかったことによると思われる。

## 国際関係

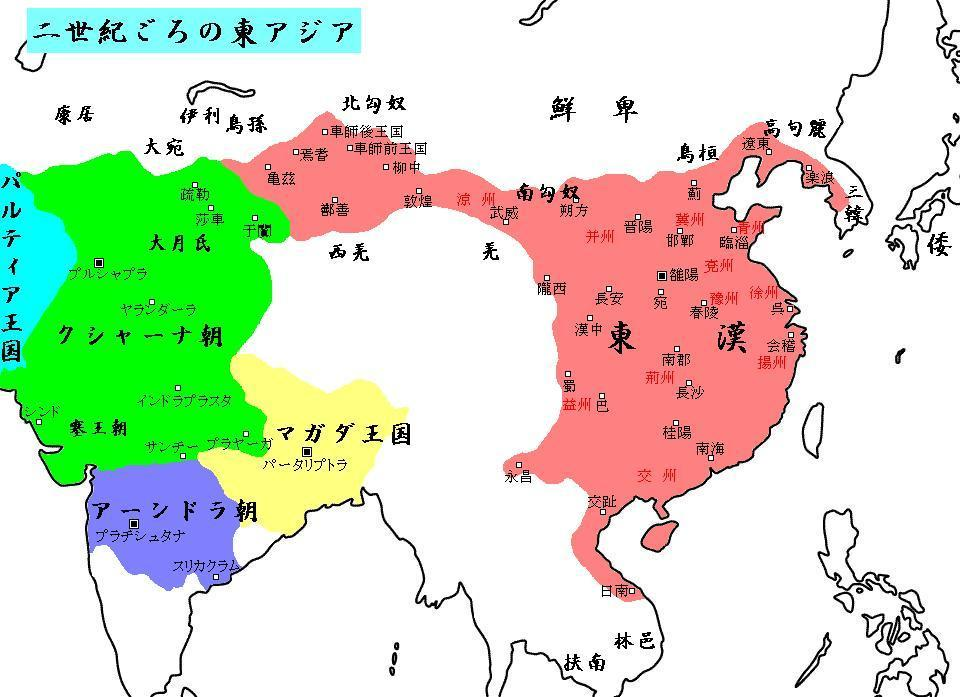
2世紀の後漢

### 北方
王莽政権が倒れてからというもの、匈奴の呼都而尸道皋若鞮単于は中国に対して傲慢な態度をとるようになり、北辺の侵入・略奪は増える一方となった。光武帝は国内を平定したばかりで、外国には手が回らず、しばしばこれに手を焼いていた。
しかし、蒲奴が新たな単于に即位すると、匈奴で旱（ひでり）と蝗（いなご）の被害が相次ぎ、ついには匈奴国民の3分の2が死んだと伝えられる大飢饉に発展した。単于蒲奴はこの疲弊に乗じて漢が攻めてくると思い、先に和親を結ぶことにした。
時を同じくして、匈奴の右薁鞬日逐王の比は独自に漢に接近しており、建武24年（48年）、遂に呼韓邪単于と称して自立し、南匈奴を建国した。その後、南匈奴は後漢に臣下の礼をとって服属し、長城内に移住して北匈奴と対峙した。一方、その東側では烏桓族が勢力を増していたが、建武25年（49年）にその烏桓族も後漢に帰順したので、光武帝は彼らも長城内に移住させて北の脅威にあたらせた。この時、後漢はこの2つの民族を統括・保護するために、使匈奴中郎将と護烏桓校尉の官を設置した。
やがて後漢は大規模な遠征を行うようになり、和帝の永元元年（89年）、車騎将軍の竇憲が率いる後漢・南匈奴連合軍は北匈奴を撃ち、その2年後には北単于を遠く烏孫の地まで追い払った。そのためモンゴル高原は空となり、北の脅威は去ったかに見えたが、今度は東の鮮卑が次第に勢力を増していき、桓帝の時代になって、檀石槐が現れ、かつての匈奴に匹敵するほどの脅威となった。後漢は初め、使匈奴中郎将の張奐を派遣してこれを討たせたが全く歯が立たず、次に懐柔策に出たが相手にされなかった。結局、檀石槐の存命中はどうすることもできなかったが、彼の死後は鮮卑の内紛が起きて自壊していった。
中平元年（184年）、後漢において黄巾の乱が起きると、中国は三国時代に突入し、内乱状態となる。そんな中、北方民族たちは時の権力者に附いて協力したり、中国の文化を取り入れたりした。そしてこの内乱状態の中から台頭してきた曹操は、まず南匈奴を支配下に置き、建安11年（206年）には烏桓を討伐し、それと同時に鮮卑を臣従させた。こうして北方民族は中国の支配下に入ったまま魏に移行する。

### 西域
前漢の時代に栄えた西域経営も、王莽の失政で途絶えてしまい、中国は後漢が建ってもしばらくは着手できずにいた。その間、西域では莎車国が強盛となり、他の国々を従え、匈奴でさえも手が出せない強国となっていた。そこで建武14年（38年）、莎車王の賢が後漢に朝貢し、ここでやっと西域との国交が復活する。しかし、本格的な経営は困難な状態で、西域都護を派遣することさえできずにいた。実際、西域諸国が莎車王賢の圧政に苦しんで、西域都護を派遣するよう要求してきた時も派遣できず、その結果西域諸国が匈奴に附いてしまった。
後漢が本格的に西域経営を始めるのが、明帝の永平16年（73年）のことで、明帝は北伐を行い、太僕の祭肜，奉車都尉の竇固，駙馬都尉の耿秉，騎都尉の来苗に北匈奴を討たせ、仮司馬の班超を西域諸国に派遣し、ふたたび西域経営を始めることに成功した。
その後、西域諸国は一斉蜂起したこともあったが、新たな西域都護の班超のもと、安定した西域経営が行われ、しばらくタリム盆地は後漢の勢力下にあった。また、班超は部下の甘英を派遣して、西域の更に西方に向かわせ、現在のシリア近辺まで至らせた。
延熹9年（166年）には大秦国王安敦（詳しくは注参照）の使者を名乗る者が漢の日南郡に到達し、ローマ帝国内の事柄が伝わり、この時期にローマ帝国との間で細いながら交流があったことが窺われる。

### 朝鮮・日本

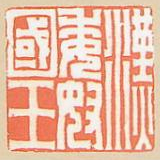
漢委奴國王印文

東には高句麗や夫余が勢力を張っており、こちらも王莽の対応のまずさにより、一時期離反していたが、光武帝が即位すると率先して朝貢を行ってきた。しかし後漢の統制力が衰えてくると再び離反し、高句麗は玄菟郡を攻撃して西に追いやっている。更に楽浪郡にも攻撃を続け、この地方の覇権を確立した。
後漢書東夷伝の記述で知られるように、この時代には日本列島の人々が中国の王朝と直接交渉していることが知られ、福岡県志賀島で発見された「漢委奴国王」金印がこれを裏付けている。

## 歴代皇帝と元号
| 代 | 廟号 | 諡号   | 姓名 | 在位          | 年号 |
| -- | ---- | ------ | ---- | ------------- | --- |
| 1  | 世祖 | 光武帝 | 劉秀 | 23年 - 57年   | 建武 25年-56年 建武中元 56年-57年                                                                          |
| 2  | 顕宗 | 明帝   | 劉荘 | 57年 - 75年   | 永平 58年-75年                                                                                             |
| 3  | 粛宗 | 章帝   | 劉炟 | 75年 - 88年   | 建初 76年-84年 元和 84年-87年 章和 87年-89年                                                               |
| 4  | 穆宗 | 和帝   | 劉肇 | 88年 - 105年  | 永元 89年-105年 元興 105年                                                                                 |
| 5  |      | 殤帝   | 劉隆 | 105年 - 106年 | 延平 106年                                                                                                 |
| 6  | 恭宗 | 安帝   | 劉祜 | 106年 - 125年 | 永初 107年-113年 元初 114年-120年 永寧 120年-121年 建光 121年-122年 延光 122年-125年                       |
| 7  |      |        | 劉懿 | 125年         | |
| 8  | 敬宗 | 順帝   | 劉保 | 125年 - 144年 | 永建 126年-132年 陽嘉 132年-135年 永和 136年-141年 漢安 142年-144年 建康 144年                             |
| 9  |      | 沖帝   | 劉炳 | 144年 - 145年 | 永憙 145年                                                                                                 |
| 10 |      | 質帝   | 劉纘 | 145年 - 146年 | 本初 146年                                                                                                 |
| 11 | 威宗 | 桓帝   | 劉志 | 146年 - 167年 | 建和 147年-149年 和平 150年 元嘉 151年-152年 永興 153年-155年 永寿 155年-158年 延熹 158年-167年 永康 167年 |
| 12 |      | 霊帝   | 劉宏 | 168年 - 189年 | 建寧 168年-172年 熹平 172年-178年 光和 178年-184年 中平 184年-189年                                        |
| 13 |      |        | 劉辯 | 189年         | 光熹 189年 昭寧 189年                                                                                      |
| 14 |      | 献帝   | 劉協 | 189年 - 220年 | 永漢 189年 中平 189年 初平 190年-193年 興平 194年-195年 建安 196年-220年 延康 220年                        |

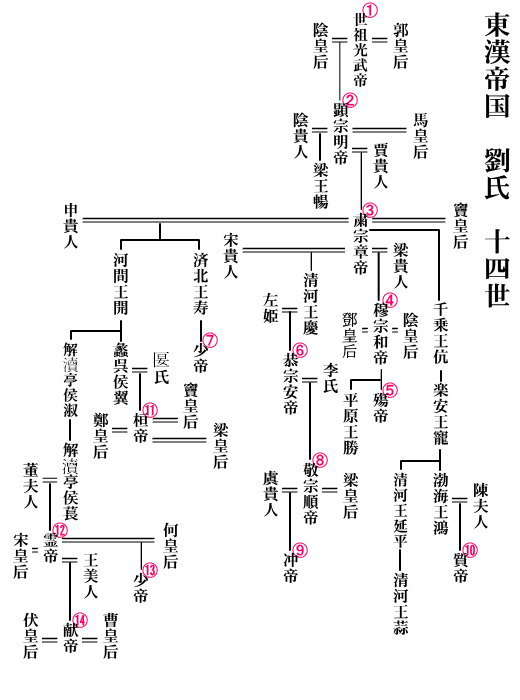
後漢帝室系図

大半の皇帝の諡号は頭に「孝」がつく（例：明帝の諡号は「孝明皇帝」）が、日本ではほとんどの場合省略して表記されている。